# Кочетов, Алексей Владимирович
Алексе́й Влади́мирович Ко́четов (род. 2 января 1967 года) — российский учёный-биолог, специалист в области генетики, геномики и генной инженерии, профессор РАН (2016), академик РАН (2022), директор Федерального бюджетного государственного научного учреждения «Федеральный исследовательский центр Институт цитологии и генетики Сибирского отделения Российской академии наук» (ИЦиГ СО РАН).

## Биография
Родился 2 января 1967 года.
1991 — с отличием окончил Новосибирский государственный университет (НГУ) и поступил на работу в Институт цитологии и генетики СО РАН
1997 — назначен заведующим лабораторией генной инженерии растений
1998 — кандидат биологических наук по специальности «генетика»
1999 — лауреат премии Президиума СО РАН имени Д. К. Беляева
2013 — защитил диссертацию на соискание ученой степени доктора биологических наук на тему «Структурно-функциональная организация района инициации трансляции в мРНК эукариотических генов»
2016 (январь) — присвоено почётное учёное звание профессора РАН.
2016 (октябрь) — избран членом-корреспондентом РАН.
2018 (август) — назначен директором Федерального бюджетного государственного научного учреждения «Федеральный исследовательский центр Институт цитологии и генетики Сибирского отделения Российской академии наук» (ИЦиГ СО РАН).
2022 (июнь) — избран академиком РАН.

## Научная деятельность
Специалист в области генетики, геномики и генной инженерии, биоинформатики.
Автор и соавтор более 200 научных работ, глав в пяти монографиях, трёх патентов и четырёх авторских свидетельств. Один из пионеров в применении методов генной инженерии и экспериментально-компьютерных подходов для решения задач генетики и селекции растений. Реконструкция генных сетей и их исследование на моделях трансгенных растений позволили выявить роль генов экстраклеточных рибонуклеаз в защите от вирусов, связь между катаболизмом пролина и индукцией неспецифических механизмов адаптации к неблагоприятным факторам окружающей среды. На этой основе разработаны новые способы получения вирусоустойчивых и высокоадаптивных форм растений.
Ведет преподавательскую работу в НГУ, под его руководством защищено шесть кандидатских диссертаций.
Главный редактор журналов: «Вавиловский журнал генетики и селекции» и «Письма в Вавиловский журнал генетики и селекции».
Член редколлегии журнала «Plant Gene» (Elsevier).